# Leopold Ludwig
Leopold Ludwig   (Vítkovice, 12 de gener de 1908 - Hamburg i Lüneburg, 24 d'abril de 1979) fou un director d'orquestra alemany.

## Biografia
Ludwig tocava el piano i l'orgue de petit, i després va estudiar piano i composició a Viena. La seva primera aparició com a director d'orquestra va ser a Opava el 1931; Després d'estades a Gablonz, Teplitz-Schönau i Oldenburg, va ocupar el càrrec de primer director a l'Òpera Estatal de Viena el 1939. El 20 d'abril de 1942, Adolf Hitler el va nomenar Staatskapellmeister. El 1943 va treballar com a director d'orquestra a la "Städtische Oper Berlin". Durant la seva estada a Berlín, entre altres coses, es va gravar per ràdio Abu Hassan de Carl Maria von Weber el 1944.
Després de la fi de la Segona Guerra Mundial, un tribunal militar britànic el va condemnar a un any i mig de presó amb llibertat condicional i multa a l'abril de 1946 perquè havia amagat la seva pertinença al NSDAP, que existia des de 1937, al qüestionari.
Després de treballar com a director convidat a la "Städtische Oper Berlin" i a "l'Òpera Estatal de Berlín", Ludwig va ser director de música general a "l'Òpera Estatal d'Hamburg" del 1951 al 1971. El seu extens repertori abastava obres del barroc al modern i també va dirigir diverses estrenes mundials, com Der Prinz von Homburg de Hans Werner Henze (1960) o Jacobowsky i el coronel de Giselher Klebe (1965).
Ludwig també va ser actiu internacionalment i va fer aparicions en el Festival d'Edimburg el 1952. El 1959 va dirigir el Rosenkavalier al Festival de Glyndebourne. També va fer aparicions a Nàpols, Buenos Aires, Montevideo i Santiago de Xile. Després del seu reeixit modernisme d'Hamburg hi dirigí Parsifal el 1968 va ser nomenat membre de l'Opera Metropolitana de Nova York, on va dirigir Parsifal el 1970.
A més de la seva feina com a director d'òpera, va dirigir concerts i va enregistrar diversos discos, incloses les 4ª i 9ª simfonies de Gustav Mahler. El 1958 Leopold Ludwig va rebre la medalla Johannes Brahms a Hamburg i el 1968 el Senat d'Hamburg li va atorgar el títol de professor.
Després d'acabar la seva carrera com a director d'orquestra, Leopold Ludwig va viure jubilat a Lüneburg.